# Aspidiophorus multitubulatus
Aspidiophorus multitubulatus is een buikharige uit de familie Chaetonotidae. Het dier komt uit het geslacht Aspidiophorus. Aspidiophorus multitubulatus werd in 1974 voor het eerst wetenschappelijk beschreven door Hummon. 